# 이길 (수호전)
이길(李吉)은 중국의 사대기서(四大奇書) 중 하나인 《수호전》(水滸傳)에 등장하는 인물로, 수호전 2회, 3회에 등장한다. 소화산(少華山)의 사냥꾼으로 별호는 '토끼 사냥'을 뜻하는 표토(摽兎).

## 생애
사진의 저택에 출입하는 사냥꾼으로, 사냥으로 죽인 토끼나 노루 등을 팔아넘기고 있었다. 사진에게 "요즘은 왜 사냥감을 팔러 오지 않느냐?"는 질문에 이길은 소화산에 산적(주무, 진달, 양춘)이 있어 사냥을 할 수 없다고 대답한다.
후에 사진은 오히려 주무 등의 의협심에 감동하여 의(義)를 통하게 되고, 왕사(王四)라는 하인을 심부름꾼으로 세우게 된다. 시간은 흘러 중추절 무렵, 사진은 보름 밤에 주무 등을 저택으로 불러 술잔을 주고받고 싶다고 심부름꾼을 보낸다. 이를 수락한 주무는 답서와 은자를 심부름하는 왕사에게 주고, 술을 대접하였다. 그러나 일을 마치고 저택으로 돌아오는 길에 왕사는 주무의 수하를 만나 또 환대를 받아 더욱 술에 취하게 된다. 사냥을 하던 이길은 산길 옆에서 술에 취해 자고 있는 왕사를 발견하고 품에서 답서와 은자를 훔친다.
이길은 주무 등 산적 3명이 삼천관(三千貫)의 현상금이 걸려 있었기 때문에 상금을 받고 싶은 마음에 편지의 내용을 관리들에게 밀고한다. 보름날 밤 이길은 관군들과 사진의 집터를 포위하였다. 바깥의 시끌벅적함을 눈치챈 사진은 "무슨 일이야?"라며 관군에게 따지고, 관군과 동행한 이길로부터 일의 전말을 듣게 된다. 사진은 답서가 도난당한 것을 숨겼던 왕사를 죽이고, 나아가 집에 불을 질러 주무 등과 함께 도주를 꾀한다. 그리고 이길은 격노한 사진에게 두 동강이 나고 만다.